# Věra Linhartová
Věra Linhartová, née le 22 mars 1938 à Brno, est une poétesse tchèque, historienne et théoricienne de l'art. Spécialiste de la peinture japonaise et chinoise, elle a été (en 2003) conservatrice au musée national des arts asiatiques - Guimet, à Paris. Elle vit en exil en France depuis 1968.

## Biographie
Linhartová a étudié l'histoire de l’art et l'esthétique et a obtenu son doctorat en 1960 avec une thèse sur l'architecture baroque en Moravie. Elle a travaillé à la conservation régionale à Brno (1959-1960), de Pardubice (1960-1962), puis de 1962 à 1966 à la galerie Arès à Hluboká, dans le sud de la Bohême. Puis elle s’est installée à Prague. À partir de 1957, ses travaux ont paru dans divers magazines littéraires. Et en 1964 ont été publiés ses premiers livres, deux volumes d'histoire. Son modèle littéraire était Richard Weiner, et elle faisait partie d’un cercle de lettrés proches de Václav Havel.
Après l'invasion des troupes du Pacte de Varsovie en Tchécoslovaquie en 1968, Linhartová a émigré à Paris. Elle y a composé peu de temps après deux pièces radiophoniques qui ont été les dernières œuvres qu'elle ait écrites en tchèque. Elle a étudié le japonais et chinois et a longtemps vécu dans les deux pays. Son livre Sur un fond blanc (1996) présente un ensemble de textes japonais sur la peinture datant du IXe au XIXe siècle. Elle a également publié en 1986 un essai sur l'avant-garde japonaise et le sculpteur Isamu Noguchi, une anthologie sur Dada et surréalisme au Japon (1987), et on lui doit aussi l'édition en 1999 des écrits de Dogen, le fondateur du bouddhisme zen Sōtō, sous le titre de La Présence au monde.
Linhartová écrit en tchèque, en français et en allemand. Elle a traduit Raymond Queneau en tchèque.

## Publications en français
- Canon à l'écrevisse, traduit du tchèque par Joseph et Denise Suchy, Paris, Éditions du Seuil, 1970
- Désert de l'amour au regard de cristal, in Id. et René Char, Hommage à Joseph Sima, exposition au château de Ratilly (Treigny) du 23 juin au 16 septembre 1973, Saint-Léger-Vauban, Éditions Zodiaque, 1973
- Joseph Sima, ses amis, ses contemporains, Bruxelles, La Connaissance, 1974
- Twor, Paris, G.L.M., 1974
- Noire, avec Bernard Collin, Nadia Delbar, et al., Gamaches, impr. Bresle et Vimeu, 1981
- Intervalles, avec deux claires-voies de Vera Székely, Paris, J. de Gonet, 1981
- Portraits carnivores, Paris, Le Nyctalope, 1982
- Dada et surréalisme au Japon, textes choisis, trad. et présentés par V. Linhartová, Paris, Publications orientalistes de France, coll. « Arts du Japon », 1987
- Manteau de nuages : kesa japonais, XVIIIe – XIXe siècles, avec Alan Kennedy, Paris, Réunion des musées nationaux, 1991
- Sur un fond blanc : écrits japonais sur la peinture du XIe au XIXe siècle, textes réunis, présentés et commentés par V. Linhartová, Paris, Le Promeneur, 1996
- Mes oubliettes, Montolieu, Deyrolle, 1996
- La Présence au monde, traduction et présentation de Shōbō genzō de Dōgen par V. Linhartová, Paris, Le Promeneur, 1999